# テリシャ・ショウ
テリシャ・ショウ（Telisha Shaw、1978年10月4日 - ）は、アメリカ合衆国の女優。

## 出演作品
- ステップ・アップ2:ザ・ストリート（フェリシア）